# Наханьков, Антон Игоревич
Антон Игоревич Наханьков (род. 19 сентября 1995, Мозырь, Гомельская область, Белоруссия) — белорусский боксёрский судья с 2022 года и боксёр-любитель, выступавший в наилегчайшей и в легчайшей весовых категориях. Член национальной сборной (2014—2019), мастер спорта Республики Беларусь международного класса, многократный призёр национального чемпионата Белоруссии (2013, 2016, 2018), многократный победитель и призёр международных и национальных турниров в любителях.

## Биография
Родился 19 сентября 1995 года в городе Мозырь.
Выпускник Белорусского государственного университета физической культуры 2018 года.

## Любительская карьера
Входил в состав сборной Республики Беларусь по боксу в 2014—2020 годах.
В ноябре 2017 года на Кубке Белоруссии в Молодечно Антон выиграл золотую медаль в весовой категории до 56 кг.
В мае 2018 года он стал серебряным призёром в весе до 56 кг международного турнира памяти героя Советского Союза Константина Короткова в Хабаровске (Россия), где он в финале по очкам (0:5) проиграл опытному россиянину Овику Оганнисяну.